# Halycaea vietnamica
Halycaea vietnamica (лат.) — вид паразитических наездников рода Halycaea из семейства Braconidae. Юго-Восточная Азия: Вьетнам (Hoa Binh, Mai Chau, Pa Co). Длина самки 7,5 мм (переднее крыло — 5,2 мм). Голова коричневая, грудь, усики и брюшко темно-коричневые. Скапус, щупики, тегулы жёлтые; ноги желтовато-коричневе. Усики 62-члениковые. Вид был впервые описан в 2015 году вьетнамским энтомологом Khuat Dang Long (Institute for Ecology and Biological Resources, Вьетнамская академия наук и технологий, Ханой, Вьетнам) и российским гименоптерологом С. А. Белокобыльским (ЗИН РАН, Санкт-Петербург, Россия). Видовое название дано по названию страны, где обнаружена типовая серия. Вид сходен с Halycaea longitergum Tang, Belokobylskij, Achterberg et Chen, 2012.